# PRO (лингвистика)
PRO («большое PRO», в противоположность pro — «малому pro»:309) — в синтаксисе: фонологически пустая (нулевая) единица:269, выполняющая функцию нулевого подлежащего в позициях, обычно не допускающих появления выраженного подлежащего:287.
Правила, определяющие, какой из именных групп в предложении (контролёру) должно быть кореферентно PRO, называются правилами контроля. PRO принимает значения числа и рода от своего контролёра, что позволяет другим единицам согласовываться с PRO:289.

## Явления, описываемые с помощью PRO
PRO может являться антецедентом возвратных и взаимных местоимений в пределах возглавляемой инфинитивом клаузы: рус. Я разрешил детям [PROi налить себеi чаю]. C помощью понятия о PRO может быть объяснено согласование имени, выступающего при сказуемом-инфинитиве; при такой трактовке предполагается, что имя при сказуемом согласуется в числе и роде с PRO: Солдатам приказали [PRO стрелять первыми].
Объяснима в терминах PRO и возможность употребления деепричастий со сказуемым, выраженным инфинитивом: поскольку подлежащее деепричастного оборота должно совпадать с подлежащим клаузы, в которую вложен деепричастный оборот, целесообразно признать существование PRO в предложениях, подобных рус. Он попросил их, [[PRO уходя], PRO выключать свет]:275.
PRO может усматриваться и в причастных оборотах:287: Я вижу девушку, [PRO рассматривающую себя в зеркале]:278.